# Lynxville
Lynxville – wieś w Stanach Zjednoczonych, w stanie Wisconsin, w hrabstwie Crawford.